# Finsler-Mannigfaltigkeit
In der Geometrie sind Finsler-Mannigfaltigkeiten eine Verallgemeinerung riemannscher Mannigfaltigkeiten.
Sie sind nach Paul Finsler benannt.

## Definition
Eine Finsler-Mannigfaltigkeit ist eine differenzierbare Mannigfaltigkeit {\displaystyle M} mit einer außerhalb des Nullschnitts glatten Funktion {\displaystyle F:TM\rightarrow \mathbb {R} } so dass für alle {\displaystyle v,w\in T_{x}M,x\in M} gilt:
- {\displaystyle F(v)\geq 0} mit Gleichheit nur für {\displaystyle v=0}
- {\displaystyle F(\lambda v)=\lambda F(v)} für alle {\displaystyle \lambda \geq 0}
- {\displaystyle F(v+w)\leq F(v)+F(w)}.

Hierbei bezeichnet {\displaystyle T_{x}M} den Tangentialraum der Mannigfaltigkeit {\displaystyle M} im Punkt {\displaystyle x\in M} und {\displaystyle TM} das Tangentialbündel von {\displaystyle M,} also die disjunkte Vereinigung aller Tangentialräume.
Die Finsler-Mannigfaltigkeit heißt symmetrisch falls {\displaystyle F(-v)=F(v)} für alle {\displaystyle v\in T_{x}M,x\in M} gilt.

## Beispiele
- Normierte Vektorräume, wenn die Norm außerhalb des Nullvektors glatt ist.
- Riemannsche Mannigfaltigkeiten {\displaystyle (M,g)}: setze {\displaystyle F(v)={\sqrt {g(v,v)}}}.
- Konvexe Mengen {\displaystyle \Omega \subset \mathbb {R} ^{n}} mit der Hilbert-Metrik {\displaystyle d_{\Omega }}: setze {\displaystyle F(v)={\frac {d}{dt}}\mid _{t=0}d_{\Omega }(x,x+tv)} für {\displaystyle v\in T_{x}\Omega ,x\in \Omega }.

## Länge und Volumen
Die Länge einer stetig differenzierbaren Kurve {\displaystyle \gamma :\left[a,b\right]\rightarrow M} ist definiert durch
{\displaystyle L(\gamma )=\int _{a}^{b}F(\gamma ^{\prime }(t))dt}.
Die Volumenform einer {\displaystyle n}-dimensionalen Finsler-Mannigfaltigkeit ist wie folgt definiert. Sei {\displaystyle x\in M}, {\displaystyle e_{1},\ldots ,e_{n}} eine Basis von {\displaystyle T_{x}M}, {\displaystyle \eta _{1},\ldots ,\eta _{n}} die duale Basis. Sei {\displaystyle V(x)} das euklidische Volumen von {\displaystyle D(x)=\left\{y\in \mathbb {R} ^{n}:F(\sum _{i=1}^{n}y_{i}e_{i})\leq 1\right\}}. Die Volumenform ist dann gegeben durch
{\displaystyle B_{F}(x)={\frac {C(n)}{V(x)}}\eta _{1}\wedge \ldots \wedge \eta _{n}},
wobei {\displaystyle C(n)} das euklidische Volumen der Einheitskugel im {\displaystyle \mathbb {R} ^{n}} bezeichnet. Das Busemann-Volumen einer messbaren Menge {\displaystyle A\subset M} ist definiert durch {\displaystyle \operatorname {vol} (A)=\int _{A}B_{F}(x)}.